# Szpecik tępy
Szpecik tępy (Pistius truncatus) – gatunek pająka z rodziny ukośnikowatych. Zamieszkuje palearktyczną Eurazję i Afrykę Północną.

## Taksonomia
Gatunek ten opisany został po raz pierwszy w 1772 roku przez Petera Simona Pallasa pod nazwą Aranea truncata. W 1878 roku wyznaczony został przez Eugène’a Simona gatunkiem typowym nowego rodzaju Pistius.

## Morfologia
Samiec osiąga od 4 do 5 mm, a samica od 7 do 10 mm długości ciała. Ubarwienie karapaksu jest brązowe z żółtawym nakrapianiem strony grzbietowej i zażółconymi krawędziami; u samic zwykle ma tło cynamonowobrązowe z ciemnobrązowymi bokami, czasem z odcieniem różowym, u samców zaś ciemniejsze. Oczy umieszczone są na drobnych wzgórkach; te par bocznych są nieco większe niż te par środkowych. W widoku grzbietowym oczy pary przednio-bocznej leżą bardziej z tyłu niż pary przednio-środkowej, a pary tylno-bocznej bardziej z tyłu niż pary tylno-środkowej. Odnóża cechują się ciemnym nakrapianiem i prążkowaniem; uda dwóch początkowych par są ciemnobrązowe. Opistosoma (odwłok) jest w widoku grzbietowym niemal trójkątna w zarysie, z tyłu znacznie szersza niż z przodu, o wyraźnie zaznaczonych kątach tylno-bocznych. U samicy jej wierzch jest zwykle jasnobrązowy, rudobrązowy lub różowobrązowy z przyciemnionymi narożami, jaśniejszym paskiem przez środek i niewyraźnymi szewronami w tyle, spód zaś jasnożółtobrązowy. U samca opistosoma jest ciemniejsza, błyszcząco ciemnobrązowa.
Genitalia samicy mają szerszą niż dłuższą płytkę płciową o bocznie umieszczonych otworach kopulacyjnych. Nogogłaszczki samca mają na goleni trzy apofizy, z których brzuszna jest niska i zaokrąglona, środkowa spiczasta, a retrolateralna dłuższa od całej goleni, spiczasto zakończona i wyposażona w dwa guzki po stronie zewnętrznej. Sam embolus cechuje się walcowatą podstawą i silnie zakrzywioną częścią odsiebną.

## Ekologia i występowanie
Pająk ten zasiedla ciepłe i nasłonecznione stanowiska w lasach liściastych i na ich pobrzeżach oraz parki i ogrody. Bytuje na liściach drzew, chętnie dębów i chętnie w piętrze koron, ale spotykany jest też na pniach, krzewach liściastych i roślinach zielnych. Aktywne dorosłe samce obserwuje się od kwietnia do lipca, samice zaś od kwietnia do października. Polują na różne bezkręgowce.
Gatunek palearktyczny. W Europie znany jest z Portugalii, Hiszpanii, Wielkiej Brytanii, Francji, Belgii, Holandii, Luksemburga, Niemiec, Szwajcarii, Austrii, Włoch, Szwecji, Polski, Czech, Słowacji, Węgier, Ukrainy, Mołdawii, Rumunii, Bułgarii, Słowenii, Chorwacji, Czarnogóry, Serbii, Albanii, Macedonii Północnej, Grecji oraz europejskich części Rosji i Turcji. W Afryce Północnej stwierdzony został w Maroku, Algierii, Libii i Egipcie. W Azji podawany jest z Turcji, Gruzji, Armenii, Azerbejdżanu, Iranu, syberyjskiej i dalekowschodniej części Rosji oraz Chin.